# Atletica Riccardi
L'Atletica Riccardi Milano 1946 è una società sportiva di atletica leggera di Milano, cinque volte campione d'Italia per società.

## Storia
La società nacque nel 1946 come sezione di atletica della polisportiva Gianni Riccardi, sorta un anno prima e intitolata alla memoria di un giovane scomparso in un campo di concentramento nazista il cui padre, Ludovico Riccardi, era amministratore delegato del gruppo editoriale della Gazzetta dello Sport.
Pochi erano i primi atleti ma l'infaticabile Renato Tammaro convinse i panchinari della squadra di calcio ad aderire alla sua sezione. Tammaro comprò a un mercato alcune magliette bianco-verdi, colori sociali tuttora in uso.
I primi risultati non furono incoraggianti ma in pochi anni l'Atletica Riccardi fu in grado di competere con le società industriali (Fiat e Coin) allora predominanti nel campo dell'atletica come oggi lo sono le società militari.
Nel 1996 il CONI ha assegnato all'Atletica Riccardi la stella d'oro, la massima onorificenza che il Coni assegna alle società sportive.
Il 2009 dà un forte segno nella storia della gloriosa società poiché vede la Riccardi raggiungere i vertici nazionali sia a livello assoluti sia giovanile: Conquista il titolo di Campione d'Italia di società (categoria assoluti) a Caorle (VE) e anche il medesimo titolo nella categoria giovanile (under 23) a Caravaggio.
Per onorare il titolo italiano, il 6 novembre 2009 la squadra campione nazionale è stata invitata e ricevuta dall'allora sindaco di Milano Letizia Moratti e dall'assessore allo Sport Alan Rizzi.
Il 25 settembre 2011 la Riccardi si aggiudica il secondo scudetto in tre anni, dopo una finale di campionato emozionante che ha visto il contendersi del titolo fino all'ultima gara con la Atletica Bruni Vomano.
Nel 2009 nasce Riccardi-Camelot Young dedicata alla sezione giovanile in particolar modo del settore femminile. Nata dalla collaborazione tra le due più importanti società di Atletica milanesi la Riccardi e la Camelot, La Riccardi-Camelot Young conta 109 iscritti al 2011.
Negli ultimi anni l'Atletica Riccardi ha sviluppato una fitta rete di relazioni con varie società collegate le quali sfornano numerose leve e nuovi talenti che la Riccardi aiuta nella loro crescita agonistica ed umana. Ad oggi le società ufficialmente collegate sono: Atl.Cassano d'Adda, Atl.Canegrate 1964, Studentesca San Donato, Atl.CTL3 Carnate, Atl.Cinisello Balsamo, Atl.Fossano 75.
Il 23 settembre 2012 la Riccardi vince il titolo di società campione d'Italia bissando il titolo del 2011 e aggiudicandosi il terzo scudetto in quattro anni.

### Atleti tesserati 1999-2019
1999: 408 tesserati

2000: 530 

2001: 574

2002: 425

2003: 434

2004: 413

2005: 459

2006: 408

2007: 455

2008: 410

2009: 507 (di cui 57 "Riccardi-Camelot Young")

2010: 529 (di cui 64 "Riccardi-Camelot Young")

2011: 717 (di cui 109 "Riccardi-Camelot Young")

2017: 613 (317 uomini e 296 donne)

2019: 493 (229 uomini e 264 donne)

### Presidenti
- Renato Tammaro (1946 - 5 aprile 2015)
- Enrico Parodi (5 aprile 2015 - 1º luglio 2015, supplente)
- Sergio Tammaro (1º luglio 2015 - in carica)

## Manifestazioni organizzate dall'Atletica Riccardi
L'Atletica Riccardi ha organizzato per molti anni il celeberrimo meeting "La Pasqua dell'Atleta" che ha rappresentato per anni l'apice dell'atletica milanese. Dopo le primissime edizioni disputate al vecchio Campo Giuriati, al Campo sportivo di Concorezzo e al Campo Pirelli, la manifestazione si è stabilmente collocata nella storica Arena napoleonica ora intitolata a Gianni Brera. Una manifestazione che vanta un'età di 50 anni (1947-1996) divenne ancor più popolare grazie alle trasmissioni televisive in diretta che allargarono enormemente la visibilità  del meeting, divenuto presto di livello internazionale. Per avere un'idea dell'importanza che ebbe La Pasqua dell'atleta nella seconda metà del secolo scorso basta citare alcuni degli atleti che vi presero parte: Consolini, Berrutti, Ottoz, Fiasconaro, Arese, Simeon, Dionisi, Mennea, Akii-Bua, Andrei, Cova, Christie, Panetta, Benvenuti. Nel 1980 Vladimir Kozakiewicz realizzò il primato mondiale del salto con l'asta con 5,72m e nel 1995 (penultima edizione) Laurent Ottoz batté il limite mondiale dei 200m ad ostacoli (22,55 s).
Non va però dimenticato che la Riccardi per 11 anni (1974-1984) ha organizzato manifestazioni indoor nel vecchio Palazzo dello Sport (distrutto dalla nevicata del 1985). Numerosi campioni internazionali hanno preso parte a questi meeting. Nel 1984, nel corso di un incontro internazionale Italia, URSS, Spagna sono stati realizzati 3 record mondiali: Bubka nell'asta (5,82m), Igor Paklin nell'alto (2,36m) e Giuliana Salce nella marcia. Inoltre sono state realizzate grandissime prestazioni da parte di nomi del calibro di: Mennea, Simeoni, Bubka.
A livello promozionale è tuttora attivissimo "Il ragazzo più veloce di Milano", manifestazione che dal 1975 raccoglie centinaia di studenti ogni anno e che ha sfornato numerosi campioni italiani e maglie azzurre. Da ricordare anche la "Coppa Riccardi" giunta alla sua XXI edizione e al neonato "Trofeo Regione Lombardia" giunto alla VI edizione nel 2010.

## Palmarès

### Campioni italiani assoluti
- 1955 - Faletti, D'Asnach, Ghiselli, Bravi; 4 X 100 (42,1 s)
- 1976 - Franco Mazzetti, 400 m hs (51,3 s)
- 1976 - Lorenzo Bianchi, Salto in alto (2,22 m)
- 2000 - Abdallah Abdelahk, 1500 m (3'46"05)
- 2009 - Marani, Tomasicchio, Pistono, Leone; 4x200m indoor (1'27"25)
- 2009 - Tomasicchio, Marani, Pistono, Dentali; 4x100m (40,36 s)
- 2011 - Tomasicchio, Dentali, Pistono, Tortu; 4x100m (40,65 s)
- 2012 - Andrea Chiari, Salto Triplo indoor (16,85 m)
- 2012 - Giacomo Puccini, Tiro del giavellotto (77,24)
- 2013 - Jamel Chatbi, 10 000 m (28'56"27)
- 2013 - Jamel Chatbi, 3000 m siepi (8'40''76)
- 2013 - Dentali, Tortu, Squillace, Galbieri, 4x100m (40,50 s)
- 2014 - Jamel Chatbi, Cross (30'20'')
- 2015 - Jamel Chatbi, 3000 siepi (8'30"35)
- 2016 - Massimiliano Ferraro, Federico Cattaneo, Giacomo Tortu, Simone Tanzilli, 4x100m (39"68)
- 2017 - Federico Cattaneo, 100m (10"24w)
- 2022 - Mario Lambrughi, 400 m hs (49"22)

### Campioni italiani promesse
- 1998 - Pietro La Quaglia, 800m (1'49"35)
- 1998 - Ivano Brugnetti. 10 km marcia (41'23"09)
- 1998 - Ivano Brugnetti. 20 km marcia (1h25'12")
- 1998 - Ivano Brugnetti. 50 km marcia (4h02'15")
- 2007 - Cerutti, Curtarelli, Patrini, Micheletti; 4x100m (42,77 s)
- 2007 - Fabio Cerutti, 60m (6,72 s)
- 2007 - Fabio Cerutti, 100m (10,64 s)
- 2009 - Leone, Daki, Mazzucchi, Rizzi; 4x200m indoor (1'30"20)
- 2009 - Alberto Sortino, Peso (16,87 m)
- 2010 - Andrea Adragna, Marcia 5 km indoor (20'48"28)
- 2010 - Marani, Leone, Demaria, Gelmi; 4x200m indoor (1'29"44)
- 2010 - Andrea Adragna, Marcia 10 km (42'48"73)
- 2011 - Federico Chiusano, Salto in lungo (7,55 m)
- 2012 - Andrea Chiari, Salto Triplo (16,83 m)
- 2012 - Stefano Nardini, Giavellotto (64,75 m)
- 2012 - Stefano Massini, 1500m (3'50"19)
- 2013 - Tortu G, Galbieri, Rodella, Poletti, 4x100m (41,50 s)
- 2013 - Giovanni Galbieri, 60m (6,87 s)
- 2014 - Ricchetti, Rodella, Tortu G., Galbieri, 4x100m (41,00 s)
- 2015 - Giovanni Galbieri, 60m indoor (6"71)
- 2015 - Tortu G., Cattaneo, Rodella, Galbieri 4x200m indoor (1'27"34)
- 2015 - Giovanni Galbieri, 100m (10"38)
- 2015 - Rodella, Tortu G., Cattaneo, Galbieri 4x100m (40"56)
- 2016 - Iliass Aouani, 5000m (14'26"82)
- 2016 - Simone Tanzilli, 200m (20"83)
- 2017 - Simone Tanzilli, 200m (20"70)
- 2017 - Wanderson Polanco Rijo, 100m (10"35)

### Campioni italiani juniores
- 1991 - Benatti, La Rosa, Villa, Orlandi; 4x100
- 1992 - Colombo, Lo Cascio, Viarengo, Villa; 4x100m
- 1993 - Andrea Colombo 60m
- 1993 - Andrea Colombo 100m
- 1998 - Matteo Cervellin, Salto in Alto (2,15 m)
- 2002 - Lorenzo La Naia, 60m (6,82 s)
- 2002 - La Naia, Vasco, Orfanini, Panni; 4x100m (41,50 s)
- 2002 - Macellari, Maggioni, Mariani, Corti; 4x400m (3'22"24)
- 2003 - Lorenzo La Naia, 60m (6,86 s)
- 2003 - Michael Bolognini, Giavellotto (65,15 m)
- 2003 - La Naia, Conti, D'Ambrosi, Panni; 4x100m (42,19 s)
- 2004 - P.Carenini, Signori, Mauri, Carioli; 4x400m (3'19"72)
- 2006 - D.La Naia, Priori, Collavini, Aita; 4x100m (42,60 s)
- 2008 - Alberto Sortino, Peso indoor (17,35 m)
- 2008 - Matteo Costanzi, Asta indoor (4,60 m)
- 2008 - Matteo Costanzi, Asta (4,70 m)
- 2008 - Alberto Sortino, Peso (17,92 m)
- 2009 - Diego Marani, 200m (20,98 s)
- 2010 - Ivan Mach di Palmstein; 60m hs (7,89 s)
- 2010 - Claudio Delli Carpini; 110m hs (14,01 s)
- 2011 - Ubago Leardini, Vergani, Trabace, Tortu; 4x100m (42,32 s)
- 2012 - Alessandro Grande, Decathlon (6412 punti)
- 2014 - Aouani Iliass, 5000m (14.48:05 s)
- 2014 - Luca Cacopardo, 400hs (51,29 s)
- 2017 - Alessandro Sibilio, 400hs (51"98)
- 2017 - Di Nunno, Sibilio, Burragato, Romani: 4x400 (3'16"68)
- 2022 - Perra, Inzoli, Cagliero, Arnaboldi: 4×200 indoor (1'29"13)

### Campioni italiani allievi
- 1983 - Toresani P., Stretti, Pastorelli, Glensy; (4x400)
- 1988 - Maurizio Fusari, Salto in lungo (7,49 m)
- 1988 - Farina, Fusari, Valle, Orlandi; 4x100 (43,06 s)
- 1991 - Colombo, Lo Cascio, Viarengo, Villa; 4x100m
- 1995 - Giola, Scola, Stefani, Darsena; 4x100m (43"43)
- 1998 - Giuseppe Di Caro, 800m (1'59"73 s)
- 2000 - Lorenzo La Naia, 60m (6,94 s)
- 2000 - Albertolanza, Orfanini, Vasco, La Naia; 4x100m (42,6 s)
- 2001 - Lorenzo La Naia 60m (6,93 s)
- 2001 - Lorenzo La Naia 100m (11,03 s)
- 2001 - Maturo,La Naia, Mariani, Panni; 4x100m (43,40 s)
- 2002 - Andrea Saccani, Salto Triplo (14,53 m)
- 2003 - Signori, Carioli, Borracino, Rivoltella; 4x400m (3'25"13)
- 2006 - Gabriele Buttafuoco, Salto in lungo (6,85 m)
- 2007 - Andrea Carenini, Salto Triplo (14,18 m)
- 2009 - Giacomo Tortu, 200m (21,86 s)
- 2010 - Giacomo Tortu, 200m (21,62 s)
- 2010 - Alessandro Grande, Octathlon (5432 p)
- 2013 - Foschini, Caldirola, Brivio, Gabbai, 4x100m (43,02 s)
- 2014 - Filippo Tortu, 200m (21,42 s)
- 2016 - Davide Marchesi, marcia 10.000m (46'11"92)

### Campionesse italiane allieve
- 2017 - Polini, Pellicoro, Viganò, Zeli: 4x400 (3'49"80, record italiano Under 18 di società)

## Atleti in nazionale
L'Atletica Riccardi in 65 anni di storia ha portato ben 100 atleti a vestire la maglia azzurra della nazionale nelle più importanti manifestazioni internazionali. Degli ultimi 30 anni possiamo ricordare:
- Maurizio Fusari (1988)
- Alessandro Orlandi (1991)
- Andrea Benatti (1991)
- Danilo Goffi (1991-1998)
- Andrea Colombo (1993-1995;2003)
- Igor Cavalleri (1989)
- Pietro La Quaglia (1998)
- Ivano Brugnetti (1994-1998)
- Andrea Manfredini (1997-1998)
- Enrico Saraceni (2001-2011)
- Lorenzo La Naia (2001-2003)
- Giovanni Tubini (2002)
- Andrea Saccani (2002-2003)
- Stefano Auletta (2002-2003)
- Corrado Agrillo (2003)
- Giovanni Mauri (2005)
- Giuseppe Aita (2006-2007)
- Fabio Cerutti (2007)
- Gabriele Buttafuoco (2007)
- Alberto Sortino (2008)
- Gaetano Leone (2008)
- Giovanni Tomasicchio (2009-2011)
- Diego Marani (2009-2010)
- Giuseppe Carollo (2009)
- Giacomo Tortu (2009-2014)
- Ivan Mach di Palmstein (2010)
- Andrea Adragna (2010)
- Claudio Delli Carpini (2010)
- Lorenzo Vergani (2012)
- Chamel Chatbi (2013-2014)
- Alessandro Li Veli (2013)
- Giovanni Galbieri (2013)
- Filippo Tortu (2014)
- Luca Cacopardo (2014)
- Iliass Aouani (2015)
- Federico Cattaneo (2015)
- Davide Marchesi (2016)
- Simone Tanzilli (2016)
- Massimiliano Ferraro (2016)
- Mario Lambrughi (2016)
- Alessandro Sibilio (2017)
- Andrea Romani (2017)
- Laura Pellicoro (prima donna, 2017)
- Wanderson Polanco Rijo (2017)

### Campionati italiani di società (maschile)
Il miglior piazzamento ottenuto dalla società in presenza di società militari e/o industriali è il terzo posto del 1955 (dietro solo alla Pirelli Milano e alla FIAT Torino). Dall'introduzione, nel 2008, del Campionato italiano di società riservato esclusivamente alle società civili la Riccardi ha già vinto cinque scudetti e conquistati quattro secondi posti. Da ricordare che l'Atletica Riccardi ha vinto due titoli consecutivi (2006 e 2007) del Campionato italiano di società indoor che tiene conto di tutti i piazzamenti nei campionati italiani individuali indoor dalla categoria Allievi sino agli Assoluti.

### Campionati italiani di società di Cross (maschile)
L'Atletica Riccardi ha sempre partecipato ai Campionati italiani di Cross che si disputano suddivisi per le singole categorie. Nel 2013 è riuscita nell'impresa di vincere il titolo di Campione d'Italia nella classifica combinata che tiene conto di tutti i piazzamenti di tutte le categorie: Allievi, Juniores, Promesse e Seniores. Qui di seguito vengono riportati i piazzamenti della squadra negli ultimi 3 anni:
- 2014 7^ Atletica Riccardi Milano
- 2013 1^ Atletica Riccardi Milano CAMPIONE D'ITALIA
- 2012 6^ Atletica Riccardi Milano

## Piazzamenti

### Campionati Italiani di Società assoluti
1951 23^ Polisportiva Riccardi

1952 34^ Polisportiva Riccardi

1953 16^ Atletica Riccardi

1954 15^ Atletica Riccardi

1955 3^ Atletica Riccardi

1956 12^ Atletica Riccardi

1957 37^ Atletica Riccardi

1958 12^ Atletica Riccardi

1959 30^ Atletica Riccardi

1960 14^ C.SI. Atletica Riccardi

1961 8^ C.S.I. Atletica Riccardi

1962 7^ C.S.I. Atletica Riccardi

1963 9^ C.S.I.Atletica Riccardi

1964 4^ C.S.I. Atletica Riccardi

1965 4^ C.S.I. Atletica Riccardi

1966 5^ C.S.I. Atletica Riccardi

1967 5^ C.S.I. Atletica Riccardi

1968 6^ C.S.I. Atletica Riccardi

1969 8^ Atletica Riccardi

1970 8^ Atletica Riccardi

1971 8^ Atletica Riccardi

1972 9^ Atletica Riccardi

1973 6^ Atletica Riccardi

1974 9^ Atletica Riccardi

1975 7^ Atletica Riccardi

1976 9^ Atletica Riccardi

1977 9^ Atletica Riccardi

1978 7^ Atletica Riccardi

1979 7^ Atletica Riccardi

1980 6^ Atletica Riccardi

1981 8^ Atletica Riccardi

1982 7^ Atletica Riccardi

1983 9^ Atletica Riccardi

1984 10^ Atletica Riccardi

1985 10^ Atletica Riccardi

1986 9^ Atletica Riccardi

1987 13^ Atletica Riccardi

1988 12^ Atletica Riccardi

1989 13^ Atletica Riccardi

1990 11^ Atletica Riccardi

1991 13^ Atletica Riccardi

1992 13^ Atletica Riccardi

1993 15^ Atletica Riccardi

1994 16^ Atletica Riccardi

1995 15^ Atletica Riccardi

1998 14^ Atletica Riccardi 

1999 11^ Atletica Riccardi

2000 10^ Atletica Riccardi

2001 8^ Atletica Riccardi

2002 7^ Atletica Riccardi

2003 10^ Atletica Riccardi

2004 9^ Atletica Riccardi

2005 9^ Atletica Riccardi

2006 8^ Atletica Riccardi

2007 7^ Atletica Riccardi

2008 4^ Atletica Riccardi

2009 1^ Atletica Riccardi CAMPIONE D'ITALIA

2010 2^ Atletica Riccardi

2011 1^ Atletica Riccardi CAMPIONE D'ITALIA

2012 1^ Atletica Riccardi CAMPIONE D'ITALIA

2013 2^ Atletica Riccardi

2014 1^ Atletica Riccardi CAMPIONE D'ITALIA

2015 1^ Atletica Riccardi CAMPIONE D'ITALIA

2016 2^ Atletica Riccardi

2017 2^ Atletica Riccardi
dal 2008 al Campionato Italiano di Società sono ammesse solo le società civili

### Campionati Italiani di Società giovanili
1988 22^ Atletica Riccardi (under 20)

1998 11^ Atletica Riccardi (under 20)

1999 25^ Atletica Riccardi (under 20)

2000 14^ Atletica Riccardi (under 20)

2001 11^ Atletica Riccardi (under 20)

2002 4^ Atletica Riccardi (under 23)

2003 4^ Atletica Riccardi (under 23)

2004 3^ Atletica Riccardi (under 23)

2005 6^ Atletica Riccardi (under 23)

2006 4^ Atletica Riccardi (under 20)

2007 8^ Atletica Riccardi (under 20)

2008 6^ Atletica Riccardi (under 23)

2009 1^ Atletica Riccardi (under 23)   CAMPIONE D'ITALIA

2010 3^ Atletica Riccardi (under 23)

2011 8^ Atletica Riccardi (under 23)

2012 6^ Atletica Riccardi (under 23)

2013 18^ Atletica Riccardi (under 23)

2014 2^ Atletica Riccardi (under 23)
dal 2014 i Campionati italiani di società giovanili saranno in concomitanza dei Campionati italiani Juniores e Promesse. Verranno assegnati i punti (12 al primo fino ad 1 punto al dodicesimo) in base alle classifiche finali delle singole gare. La somma di tutti i punteggi darà un punteggio complessivo ad ogni società, così da poter stilare la classifica del Campionato italiano di società giovanili.

### Campionati Italiani di Società Allievi
1987 2^ Atletica Riccardi

1988 4^ Atletica Riccardi

1998 4^ Atletica Riccardi (finale Interregionale)

1999 3^ Atletica Riccardi (finale Interregionale)

2000 5^ Atletica Riccardi

2001 14^ Atletica Riccardi

2002 5^ Atletica Riccardi

2003 5^ Atletica Riccardi

2004 9^ Atletica Riccardi

2005 8^ Atletica Riccardi

2006 16^ Atletica Riccardi

2007 27^ Atletica Riccardi

2008 7^ Atletica Riccardi

2009 4^ Atletica Riccardi

2010 2^ Atletica Riccardi

2011 14^ Atletica Riccardi

2012 6^ Atletica Riccardi

2013 9^ Atletica Riccardi

### Coppa Italia
1998 17^ Atletica Riccardi

1999 5^ Atletica Riccardi

2000 5^ Atletica Riccardi

2001 4^ Atletica Riccardi

2010 5^ Atletica Riccardi

2011 7^ Atletica Riccardi (causa alluvione, viene disputata solo la prima giornata di gare)

2012 5^ Atletica Riccardi

2013 5^ Atletica Riccardi

2014 8^ Atletica Riccardi
dal 2010 alla Coppa Italia partecipano le 4 società militare e 4 società civili (le prime quattro classificate della finale nazionale di società dell'anno precedente). La vincitrice della Coppa Italia si aggiudica la partecipazione alla Coppa Europa per Club dell'anno successivo.
dal 2012 la Coppa Italia sarà in concomitanza dei Campionati italiani assoluti. Verranno assegnati i punti (12 al primo fino ad 1 punto al dodicesimo) in base alle classifiche finali delle singole gare. La somma di tutti i punteggi darà un punteggio complessivo ad ogni società, così da poter aggiudicare la Coppa Italia alla prima classificata.

### Supercoppa
1988 9^ Atletica Riccardi

2000 4^ Atletica Riccardi

2001 4^ Atletica Riccardi

2002 2^ Atletica Riccardi

2003 2^ Atletica Riccardi

2004 5^ Atletica Riccardi

2005 4^ Atletica Riccardi

2006 4^ Atletica Riccardi

2007 5^ Atletica Riccardi

2008 6^ Atletica Riccardi

2009 2^ Atletica Riccardi

2010 1^ Atletica Riccardi

2011 2^ Atletica Riccardi

2012 2^ Atletica Riccardi

2013 4^ Atletica Riccardi